# Asopella
Genre
Asopella est un genre d'opilions laniatores de la famille des Epedanidae.

## Distribution
Les espèces de ce genre se rencontrent en Asie du Sud-Est.

## Liste des espèces
Selon World Catalogue of Opiliones (30/06/2021) :
- Asopella lutescens (Thorell, 1876)
- Asopella robusta Suzuki, 1982
- Asopella xanti Sørensen, 1932

## Publication originale
- Kury, Mendes, Cardoso, Kury & Granado, 2020 : WCO-Lite: online world catalogue of harvestmen (Arachnida, Opiliones). Version 1.0 — Checklist of all valid nomina in Opiliones with authors and dates of publication up to 2018, Rio de Janeiro, p. 1-237.